# Eros Schiavon
Eros Schiavon (Piove di Sacco, 24 aprile 1983) è un allenatore di calcio ed ex calciatore italiano, di ruolo centrocampista, tecnico dell'Under-16 della SPAL.

## Carriera

### Giocatore
Comincia nel settore giovanile del Padova. Nel 2002 viene ceduto al Bellunoponte militante nel Campionato Nazionale Dilettanti dove ottiene la promozione in Serie C2. Nel 2004 approda al Treviso in Serie B ma già nel gennaio 2005, a causa dell'inutilizzo, il giocatore è girato in prestito al Portogruaro in Serie C2. Rimane in Provincia di Venezia vestendo la maglia del Città di Jesolo sempre in Serie C2. Nel 2006 si trasferisce a Ferrara dove veste la maglia della SPAL ottenendo nel 2008 la promozione in Prima Divisione. Fa quindi ritorno nel 2010 al Portogruaro questa volta in Serie B dove però ottiene una retrocessione.
Il 23 giugno 2011, è acquistato dal Cittadella rimanendo tra i cadetti. Debutta con la squadra granata il 27 agosto 2011 nella vittoria per 2-1 contro l'AlbinoLeffe. Segna il suo primo gol il 17 settembre nella sfida contro il Vicenza terminata 4-2 per i padovani. Il 26 giugno 2013, firma un contratto triennale con l'Avellino. Il 17 novembre 2013 mette a segno il primo gol nel derby con la Juve Stabia, terminato poi 2-1 per gli irpini. Il 25 settembre 2015, rescinde consensualmente il contratto che lo legava alla società irpina fino al 30 giugno 2016.
Il 4 gennaio seguente firma fino al giugno 2018 con la SPAL, dove contribuirà al doppio salto di categoria nel riportare la società estense nella massima serie dopo 49 anni dall'ultima partecipazione. Fa il suo debutto nella massima serie il 27 agosto 2017 all'età di 34 anni, nella gara vinta dalla formazione emiliana per 3-2 contro l'Udinese subentrando al 74º minuto al posto di Luca Mora.
Il 6 luglio 2023 firma con il C.S. Sant’Agostino, formazione della provincia Ferrarese militante nel campionato di Eccellenza.

### Allenatore
Nel luglio del 2024, Schiavon ha ufficialmente iniziato la propria carriera da allenatore, venendo nominato tecnico della formazione Under-16 della SPAL. Lungo la stagione 2024-2025, conduce la formazione alla vittoria del campionato di Serie C di categoria, nonostante la mancata iscrizione della prima squadra al torneo.

## Statistiche

### Presenze e reti nei club
| Stagione            | Squadra             | Campionato          | Campionato | Campionato | Coppe nazionali | Coppe nazionali | Coppe nazionali | Coppe continentali | Coppe continentali | Coppe continentali | Altre coppe | Altre coppe | Altre coppe | Totale | Totale |
| Stagione            | Squadra             | Comp                | Pres       | Reti       | Comp            | Pres            | Reti            | Comp               | Pres               | Reti               | Comp        | Pres        | Reti        | Pres   | Reti   |
| ------------------- | ------------------- | ------------------- | ---------- | ---------- | --------------- | --------------- | --------------- | ------------------ | ------------------ | ------------------ | ----------- | ----------- | ----------- | ------ | ------ |
| 2002-2003           | Belluno             | D                   | 29         | 3          | CI-D            | 0               | 0               | -                  | -                  | -                  | -           | -           | -           | 29     | 3      |
| 2003-2004           | Belluno             | C2                  | 31         | 3          | CI-C            | 0               | 0               | -                  | -                  | -                  | -           | -           | -           | 31     | 3      |
| Totale Belluno      | Totale Belluno      | Totale Belluno      | 60         | 6          |                 | 0               | 0               |                    | -                  | -                  |             | -           | -           | 60     | 6      |
| 2004-2005           | Treviso             | B                   | 0          | 0          | CI              | 0               | 0               | -                  | -                  | -                  | -           | -           | -           | 0      | 0      |
| gen.-giu. 2005      | Portogruaro         | C2                  | 16         | 0          | CI-C            | 0               | 0               | -                  | -                  | -                  | -           | -           | -           | 16     | 0      |
| 2005-2006           | Jesolo              | C2                  | 34+2       | 1+0        | CI-C            | 0               | 0               | -                  | -                  | -                  | -           | -           | -           | 36     | 1      |
| 2006-2007           | SPAL                | C2                  | 29         | 4          | CI-C            | 0               | 0               | -                  | -                  | -                  | -           | -           | -           | 29     | 4      |
| 2007-2008           | SPAL                | C2                  | 29         | 1          | CI-C            | 0               | 0               | -                  | -                  | -                  | -           | -           | -           | 29     | 1      |
| 2008-2009           | SPAL                | PD                  | 29         | 0          | CI-C            | 0               | 0               | -                  | -                  | -                  | -           | -           | -           | 29     | 0      |
| 2009-2010           | SPAL                | PD                  | 30         | 4          | CI-C            | 0               | 0               | -                  | -                  | -                  | -           | -           | -           | 30     | 4      |
| 2010-2011           | Portogruaro         | B                   | 39         | 2          | CI              | 2               | 0               | -                  | -                  | -                  | -           | -           | -           | 41     | 2      |
| Totale Portogruaro  | Totale Portogruaro  | Totale Portogruaro  | 55         | 2          |                 | 2               | 0               |                    | -                  | -                  |             | -           | -           | 57     | 2      |
| 2011-2012           | Cittadella          | B                   | 37         | 3          | CI              | 2               | 1               | -                  | -                  | -                  | -           | -           | -           | 39     | 4      |
| 2012-2013           | Cittadella          | B                   | 35         | 6          | CI              | 3               | 0               | -                  | -                  | -                  | -           | -           | -           | 38     | 6      |
| Totale Cittadella   | Totale Cittadella   | Totale Cittadella   | 72         | 9          |                 | 5               | 1               |                    | -                  | -                  |             | -           | -           | 77     | 10     |
| 2013-2014           | Avellino            | B                   | 39         | 3          | CI              | 4               | 0               | -                  | -                  | -                  | -           | -           | -           | 43     | 3      |
| 2014-2015           | Avellino            | B                   | 25+2       | 0          | CI              | 2               | 1               | -                  | -                  | -                  | -           | -           | -           | 29     | 1      |
| lug.-set. 2015      | Avellino            | B                   | 0          | 0          | CI              | 1               | 0               | -                  | -                  | -                  | -           | -           | -           | 1      | 0      |
| Totale Avellino     | Totale Avellino     | Totale Avellino     | 64+2       | 3          |                 | 7               | 1               |                    | -                  | -                  |             | -           | -           | 73     | 4      |
| gen.-giu. 2016      | SPAL                | LP                  | 13         | 1          | CI+CI-C         | 0+3             | 0               | -                  | -                  | -                  | SC-LP       | 2           | 1           | 18     | 2      |
| 2016-2017           | SPAL                | B                   | 16         | 1          | CI              | 2               | 0               | -                  | -                  | -                  | -           | -           | -           | 18     | 1      |
| 2017-2018           | SPAL                | A                   | 12         | 0          | CI              | 1               | 0               | -                  | -                  | -                  | -           | -           | -           | 13     | 0      |
| Totale SPAL         | Totale SPAL         | Totale SPAL         | 158+4      | 11         |                 | 6               | 0               |                    | -                  | -                  |             | 2           | 1           | 170    | 12     |
| 2018-2019           | Pro Vercelli        | C                   | 21         | 0          | CI              | 0               | 0               | -                  | -                  | -                  | -           | -           | -           | 21     | 0      |
| 2019-2020           | Pro Vercelli        | C                   | 19         | 0          | CI+CIC          | 2+0             | 0               | -                  | -                  | -                  | -           | -           | -           | 21     | 0      |
| Totale Pro Vercelli | Totale Pro Vercelli | Totale Pro Vercelli | 40         | 0          |                 | 2               | 0               |                    | -                  | -                  |             | -           | -           | 42     | 0      |
| 2020-2021           | Siena               | C                   | 21+1       | 0          | -               | -               | -               | -                  | -                  | -                  | -           | -           | -           | 22     | 0      |
| Totale carriera     | Totale carriera     | Totale carriera     | 533+9      | 32         |                 | 22              | 2               |                    | -                  | -                  |             | 2           | 1           | 566    | 35     |

## Palmarès

### Club

#### Competizioni nazionali
- Serie D: 1

Belluno: 2002-2003
- Lega Pro: 1

S.P.A.L.: 2015-2016
- Campionato italiano di Serie B: 1

S.P.A.L.: 2016-2017